# The Definitive Collection
The Definitive Collection es un doble álbum recopilatorio del grupo sueco ABBA, primeramente publicada el 2 de noviembre de 2001.

## El álbum
La recopilación consiste en dos discos: el primero contiene los sencillos lanzados de 1972 a 1979 ("People Need Love" – "Does Your Mother Know?"), y el segundo incluye de 1979 a 1982 ("Voulez-Vous" – "Under Attack"), con las canciones en orden cronológico. La única excepción es "Thank You for the Music", escrita y grabada en 1977, pero que fue lanzada como sencillo (principalmente en el Reino Unido) en 1983 después de que el grupo se separó.
En el segundo disco también aparecen dos canciones extras, "Ring Ring" (Un remix de 1974, publicado como sencillo en el Reino Unido), y "Voulez-Vous" (Una versión extendida, publicada en 1979 como un promocional en Estados Unidos). Además de estos dos temas, en la versión australiana aparecen otros dos temas extras: "Rock Me" y "Hasta Mañana".
The Definitive Collection reemplazó a la antigua colección de los sencillos de ABBA llamada The Singles: The First Ten Years lanzada en 1982. Debido a la limitación de tiempo en los discos de vinilo, The Singles sólo pudo tener veintitrés pistas. Ahora, esta colección contiene treinta y siete: las veintitrés originales de The Singles, más otros siete éxitos de ABBA.
Más adelante se lanzaría un DVD con el mismo nombre, que tendría todos los vídeos grabados por el grupo.

## Lista de canciones
| Disco 1 |                                                                     |                                                                       |          |  |
| N.º     | Título                                                              | Escritor(es)                                                          | Duración |  |
| 1.      | «People Need Love» (de Ring Ring, 1973)                             | Benny Andersson, Björn Ulvaeus                                        | 2:45     |  |
| 2.      | «He Is Your Brother» (de Ring Ring, 1973)                           | Benny Andersson, Björn Ulvaeus                                        | 3:18     |  |
| 3.      | «Ring-Ring» (de Ring Ring, 1973)                                    | Benny Andersson, Stig Anderson, Björn Ulvaeus, Phil Cody, Neil Seadka | 3:04     |  |
| 4.      | «Love Isn't Easy (But Is Sure Is Hard Enough)» (de Ring Ring, 1973) | Benny Andersson, Stig Anderson, Björn Ulvaeus                         | 2:53     |  |
| 5.      | «Waterloo» (de Waterloo , 1974)                                     | Benny Andersson, Stig Anderson, Björn Ulvaeus                         | 2:47     |  |
| 6.      | «Honey, Honey» (de Waterloo, 1974)                                  | Benny Andersson, Stig Anderson, Björn Ulvaeus                         | 2:55     |  |
| 7.      | «So Long» (de ABBA, 1974)                                           | Benny Andersson, Stig Anderson, Björn Ulvaeus                         | 3:05     |  |
| 8.      | «I Do, I Do, I Do, I Do, I Do» (de ABBA, 1975)                      | Benny Andersson, Stig Anderson, Björn Ulvaeus                         | 3:16     |  |
| 9.      | «S.O.S » (de ABBA, 1975)                                            | Benny Andersson, Stig Anderson, Björn Ulvaeus                         | 3:20     |  |
| 10.     | «Mamma Mia» (de ABBA, 1975)                                         | Benny Andersson, Stig Anderson, Björn Ulvaeus                         | 3:32     |  |
| 11.     | «Fernando» (de Greatest Hits, 1976)                                 | Benny Andersson, Stig Anderson, Björn Ulvaeus                         | 4:14     |  |
| 12.     | «Dancing Queen» (de Arrival, 1976)                                  | Benny Andersson, Stig Anderson, Björn Ulvaeus                         | 3:54     |  |
| 13.     | «Money, Money, Money» (de Arrival, 1976)                            | Benny Andersson, Björn Ulvaeus                                        | 3:05     |  |
| 14.     | «Knowing Me, Knowing You» (de Arrival, 1976)                        | Benny Andersson, Stig Anderson, Björn Ulvaeus                         | 4:01     |  |
| 15.     | «The Name Of The Game» (de The Album, 1977)                         | Benny Andersson, Stig Anderson, Björn Ulvaeus                         | 4:52     |  |
| 16.     | «Take A Chance On Me» (de The Album, 1977)                          | Benny Andersson, Björn Ulvaeus                                        | 4:05     |  |
| 17.     | «Eagle» (Versión Editada, de The Album, 1977)                       | Benny Andersson, Björn Ulvaeus                                        | 4:27     |  |
| 18.     | «Summer Night City» (de Greatest Hits Vol. 2, 1979)                 | Benny Andersson, Björn Ulvaeus                                        | 3:35     |  |
| 19.     | «Chiquitita» (de Voulez Vous, 1979)                                 | Benny Andersson, Björn Ulvaeus                                        | 5:24     |  |
| 20.     | «Does Your Mother Know?» (de Voulez Vous, 1979)                     | Benny Andersson, Björn Ulvaeus                                        | 3:13     |  |

| Australian Bonus Tracks |                                    |                                               |          |  |
| N.º                     | Título                             | Escritor(es)                                  | Duración |  |
| 21.                     | «Rock Me» (de ABBA, 1975)          | Benny Andersson, Stig Anderson, Björn Ulvaeus | 3:08     |  |
| 22.                     | «Hasta Mañana» (de Waterloo, 1974) | Benny Andersson, Stig Anderson, Björn Ulvaeus | 3:11     |  |

| Disco 2 |                                                                               |                                |          |  |
| N.º     | Título                                                                        | Escritor(es)                   | Duración |  |
| 1.      | «Voulez Vous» (de Voulez Vous, 1979)                                          | Benny Andersson, Björn Ulvaeus | 5:08     |  |
| 2.      | «Angeleyes» (de Voulez Vous, 1979)                                            | Benny Andersson, Björn Ulvaeus | 4:19     |  |
| 3.      | «Gimme! Gimme! Gimme! (A Man After Midnight)» (de Greatest Hits Vol. 2, 1979) | Benny Andersson, Björn Ulvaeus | 4:50     |  |
| 4.      | «I Have A Dream» (de Voulez Vous, 1979)                                       | Benny Andersson, Björn Ulvaeus | 4:42     |  |
| 5.      | «The Winner Takes It All» (de Super Trouper, 1980)                            | Benny Andersson, Björn Ulvaeus | 4:56     |  |
| 6.      | «Super Trouper» (de Super Trouper, 1980)                                      | Benny Andersson, Björn Ulvaeus | 4:13     |  |
| 7.      | «On and On and On» (de Super Trouper, 1980)                                   | Benny Andersson, Björn Ulvaeus | 3:42     |  |
| 8.      | «Lay All Your Love On Me» (de Super Trouper, 1980)                            | Benny Andersson, Björn Ulvaeus | 4:34     |  |
| 9.      | «One of Us» (de The Visitors, 1981)                                           | Benny Andersson, Björn Ulvaeus | 3:56     |  |
| 10.     | «When All Is Said And Done» (de The Visitors, 1981)                           | Benny Andersson, Björn Ulvaeus | 3:56     |  |
| 11.     | «Head Over Heels» (de The Visitors, 1981)                                     | Benny Andersson, Björn Ulvaeus | 4:14     |  |
| 12.     | «The Visitors (Crackin' Up)» (de The Visitors, 1981)                          | Benny Andersson, Björn Ulvaeus | 5:46     |  |
| 13.     | «The Day Before You Came» (de The Singles: The First Ten Years, 1982)         | Benny Andersson, Björn Ulvaeus | 5:51     |  |
| 14.     | «Under Attack» (de The Singles: The First Ten Years, 1982)                    | Benny Andersson, Björn Ulvaeus | 3:47     |  |
| 15.     | «Thank You For The Music» (de The Album, 1977)                                | Benny Andersson, Björn Ulvaeus | 3:51     |  |

| Bonus Tracks |                                                                                        |                                                                       |          |  |
| N.º          | Título                                                                                 | Escritor(es)                                                          | Duración |  |
| 16.          | «Ring-Ring (UK Single Remix)» (de Ring Ring, 1973)                                     | Benny Andersson, Stig Anderson, Björn Ulvaeus, Paul Cody, Neil Sedaka | 3:10     |  |
| 17.          | «Voulez Vous (Versión extendida)» (Versión Promocional para EUA, de Voulez Vous, 1979) | Benny Andersson, Björn Ulvaeus                                        | 6:07     |  |

## Recepción

### Listas de popularidad
The Definitive Collection estuvo entre las primeras diez posiciones en las listas de ocho países, logrando la posición número uno solamente en Singapur. El álbum ha reentrado en distintas ocasiones a las listas, ocupando posiciones bajas, que no superan las alcanzadas en los años 2001 y 2002. En Estados Unidos el álbum sólo permaneció durante una semana en la lista, quedando en el puesto 186, sin embargo en el 2008 el álbum hizo su retorno en la lista Top Pop Catalog, llegando hasta la posición 43.
| Lista                                     | Posición |
| ----------------------------------------- | -------- |
| Singapur Álbum Chart                      | 1        |
| Corea del Sur Álbum Chart                 | 3        |
| Dinamarca Top 40 IFPI Álbum Chart         | 3        |
| India Álbum Chart                         | 8        |
| Noruega Top 40 VG Álbum Chart             | 8        |
| Nueva Zelanda Top 40 RIANZ Álbum Chart    | 9        |
| Australia Top 100 ARIA Álbum Chart        | 10       |
| Italia Top 20 FIMI Álbum Chart            | 10       |
| Francia Álbum Chart                       | 12       |
| Alemania Top 50 Media Control Álbum Chart | 14       |
| México Top 100 AMPROFON Álbum Chart       | 15       |
| UK Álbum Chart                            | 17       |
| Suecia Top 60 Sverige Álbum Chart         | 26       |
| Wallonia Ultratop 50 Álbum Chart          | 29       |
| Irlanda Top 50 IRMA Álbum Chart           | 33       |
| Suiza Top 100 Álbum Chart                 | 34       |
| Austria Top 50 Álbum Chart                | 38       |
| Holanda Mega Top 100 Álbum Chart          | 39       |
| E.U. Billboard Top Pop Catalog Chart      | 43       |
| E.U. Billboard 200                        | 186      |

### Ventas y certificaciones
The Definitive Collection fue bien recibido por el mercado mundial, obteniendo once certificaciones de ventas: dos de ellas multiplatino y el resto de oro. Con los números de las certificaciones, y junto con cifras dadas por la revista ABBA Express de Estados Unidos (242,000), The Definitive Collection alcanza más de 1.4 millones de copias vendidas a nivel mundial.
| País/Organización | Certificación | Ventas  |
| ----------------- | ------------- | ------- |
| IFPI              | Platino X 2   | 600,000 |
| ARIA              | Platino X 2   | 140,000 |
| NFPP              | Platino       | 20,000  |
| RIANZ             | Oro           | 7,500   |
| IFPI              | Oro           | 20,000  |
| IFPI              | Oro           | 25,000  |
| CAPIF             | Oro           | 30,000  |
| IFPI              | Oro           | 30,000  |
| NVPI              | Oro           | 40,000  |
| IFPI              | Oro           | 50,000  |
| FIMI              | Oro           | 50,000  |
| ABDP              | Oro           | 100,000 |
| BPI               | Oro           | 161,000 |